# ميدان السلفيوم

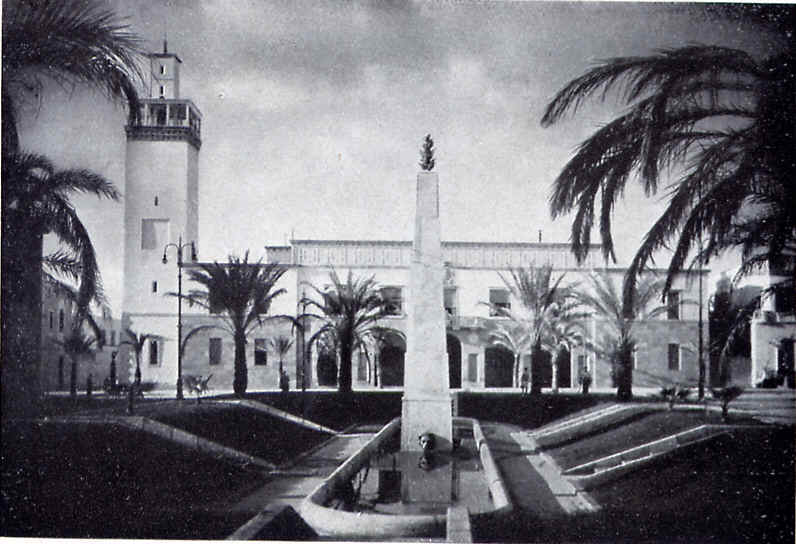
الميدان ويبدو قصر الحاكم في ثلاثينيات القرن العشرين.

ميدان السلفيوم أو ميدان التاسع من أغسطس أو ميدان الخالصة. هو ميدان في وسط مدينة بنغازي، ويعد من أعمال العمارة الإيطالية في المدينة الليبية. 

توجد به بركة ماء صغيرة بها نصب يمثل نافورة في قمتها نبات السيلفيوم التاريخي في برقة الذي كان رمزا لبنغازي خلال الحكم الإيطالي. والميدان يطل على شارع جمال عبد الناصر وقصر المنار.